# Folding@home
Folding@home ("Folding at Home", FAH, F@h) je ime za distribuirani računalni projekt koji je stvoren za računanje kompleksnih simulacija proteina. Ovaj projekt je pokrenut 1. listopada 2000. godine i trenutno njime upravlja Pande Group, koja je dio kemijskog odjela stanfordskog sveučilišta pod čelništvom profesora Vijaya Pande. Ideja distribuiranog računalnog projekta je da se obrada ogromnog broja podataka podijeli na relativno malene dijelove, distribuira putem Interneta do osobnih računala širom svijeta, tamo obradi i zatim putem Interneta rezultati vrate na poslužitelje pokretača projekta. F@h klijenti se mogu pokrenuti na svim novijim računalima, ali posebno uspješno koriste najnovije grafičke kartice nVidia. Postoje klijenti za PC, Sony playstation 3, Android (Sony Xperia)